# Казкопаран
Казкопаран — село на сході Туреччини в районі Тузлуджа провінції Игдир.

## Історія
До 1828 року село формально належало Персії, але захоплено разом з іншими територіями в результаті російсько-перської війни 1826—1828 років. У 1828—1917 роках село належало до Російської імперії, а в 1918-1920 до недовготривалої Вірменської республіки.
У другій половині XIX — на початку XX століття в районі села проводилися численні зоологічні й ботанічні дослідження, і чимало видів та форм рослин і тварин описані з околиць села. Велику колекцію денних метеликів з цієї місцевості зібрав Лев Шелюжко.

## Населення
За переписом 1886 року в селі мешкали 150 осіб курдського походження.
У 1955 році в селі мешкали 102 особи, а 1965 — 148 мешканців.